# Championnats des Pays-Bas de triathlon
Les championnats des Pays-Bas de triathlon ont lieu tous les ans.

## Palmarès du championnat des Pays-Bas courte distance élite
| Année | Hommes                                                | Hommes                                                | Hommes                                                | Femmes                                                | Femmes                                                | Femmes                                                |                      |
| ----- | ----------------------------------------------------- | ----------------------------------------------------- | ----------------------------------------------------- | ----------------------------------------------------- | ----------------------------------------------------- | ----------------------------------------------------- | -------------------- |
| Année | 1986                                                  | Rob Barel                                             | Axel Koenders                                         | Marcel Osse                                           | Irma Zwartkruis                                       | Marjan Kiep                                           | Jacqueline van Zoest |
| 1987  | Aucun championnat organisé                            | Aucun championnat organisé                            | Aucun championnat organisé                            | Aucun championnat organisé                            | Aucun championnat organisé                            | Aucun championnat organisé                            |                      |
| 1988  | Rob Barel                                             | Axel Koenders                                         | Henri Kiens                                           | Irma Zwartkruis                                       | Ada van Zwieten                                       | Thea Sybesma                                          |                      |
| 1989  | Rob Barel                                             | Axel Koenders                                         | Pim van den Bos                                       | Thea Sybesma                                          | Irma Zwartkruis                                       | Ada van Zwieten                                       |                      |
| 1990  | Rob Barel                                             | Pim van den Bos                                       | Jan van der Marel                                     | Thea Sybesma                                          | Katinka Wiltenburg                                    | Ada van Zwieten                                       |                      |
| 1991  | Pim van den Bos                                       | Jan van der Marel                                     | Eimert Venderbosch                                    | Katinka Wiltenburg                                    | Franka Jansen                                         | Luciënne Groenendijk                                  |                      |
| 1992  | Pim van den Bos                                       | Jos Everts                                            | Erwin de Bruijn                                       | Thea Sybesma                                          | Luciënne Groenendijk                                  | Ada van Zwieten                                       |                      |
| 1993  | Eimert Venderbosch                                    | Pim van den Bos                                       | Jan van der Marel                                     | Irma Heeren                                           | Jacqueline van Vliet                                  | Luciënne Groenendijk                                  |                      |
| 1994  | Rob Barel                                             | Eimert Venderbosch                                    | Dennis Looze                                          | Irma Heeren                                           | Jacqueline van Vliet                                  | Christine de Wit                                      |                      |
| 1995  | Dennis Looze                                          | Jan van der Marel                                     | John Aalbers                                          | Christine de Wit                                      | Jacqueline van Vliet                                  | Marijke Zeekant                                       |                      |
| 1996  | Dennis Looze                                          | Rob Barel                                             | Eric Van der Linden                                   | Christine de Wit                                      | Ingrid van Lubek                                      | Luciënne Groenendijk                                  |                      |
| 1997  | Ralph Zeetsen                                         | Eric Van der Linden                                   | Rob Barel                                             | Ingrid van Lubek                                      | Wieke Hoogzaad                                        | Luciënne Groenendijk                                  |                      |
| 1998  | Rob Barel                                             | Peter-Johan Dillo                                     | Huib Rost                                             | Ingrid van Lubek                                      | Luciënne Groenendijk                                  | Marijke Zeekant                                       |                      |
| 1999  | Dennis Looze                                          | Casper van den Burgh                                  | Guido Gosselink                                       | Ingrid van Lubek                                      | Luciënne Groenendijk                                  | Silvia Pepels                                         |                      |
| 2000  | Eric Van der Linden                                   | Dennis Looze                                          | Huib Rost                                             | Silvia Pepels                                         | Irma Heeren                                           | Jenette Tolhoek-Van Dalen                             |                      |
| 2001  | Eric Van der Linden                                   | Raymond Lotz                                          | Sander Berk                                           | Wieke Hoogzaad                                        | Wendy de Boer                                         | Jenette Tolhoek-Van Dalen                             |                      |
| 2002  | Raymond Lotz                                          | Huib Rost                                             | Eric Van der Linden                                   | Ingrid van Lubek                                      | Silvia Pepels                                         | Wendy de Boer                                         |                      |
| 2003  | Sander Berk                                           | Dennis Looze                                          | Bas Diederen                                          | Wendy de Boer                                         | Jenette Tolhoek                                       | Tanya de Boer                                         |                      |
| 2004  | Dennis Looze                                          | Sander Berk                                           | Eric Van der Linden                                   | Wieke Hoogzaad                                        | Tracy Looze                                           | Ingrid van Lubek                                      |                      |
| 2005  | Bas Diederen                                          | Sander Berk                                           | Dennis Looze                                          | Tanya de Boer                                         | Brigit Berk                                           | Danne Boterenbrood                                    |                      |
| 2006  | Bas Diederen                                          | Sander Berk                                           | Raymond Lotz                                          | Brigit Berk                                           | Jenette Tolhoek                                       | Danne Boterenbrood                                    |                      |
| 2007  | Bas Diederen                                          | Youri Severin                                         | Luc van Es                                            | Brigit Berk                                           | Lisa Mensink                                          | Eva Janssen                                           |                      |
| 2008  | Sander Berk                                           | Luc van Es                                            | Youri Severin                                         | Brigit Berk                                           | Eva Janssen                                           | Danne Boterenbrood                                    |                      |
| 2009  | Bas Diederen                                          | Sander Berk                                           | Edo van der Meer                                      | Brigit Cals-Berk                                      | Danne Boterenbrood                                    | Eva Janssen                                           |                      |
| 2010  | Stephan van Thiel                                     | Sander Berk                                           | Bas Diederen                                          | Maaike Caelers                                        | Lisa Mensink                                          | Neiske Becks                                          |                      |
| 2011  | Bas Diederen                                          | Youri Severin                                         | Martijn Dekker                                        | Danne Boterenbrood                                    | Rina Zijgers                                          | Anne Zijderveld                                       |                      |
| 2012  | Bas Diederen                                          | Edo van der Meer                                      | Youri Severin                                         | Danne Boterenbrood                                    | Ilona Eversdijk                                       | Jasmijn van der Burg                                  |                      |
| 2013  | Bas Diederen                                          | Marco van der Stel                                    | Evert Scheltinga                                      | Marieke van der Vegt                                  | Anne Zijderveld                                       | Sione Jongstra                                        |                      |
| 2014  | Youri Severin                                         | Martijn Dekker                                        | Evert Scheltinga                                      | Danne Boterenbrood                                    | Sione Jongstra                                        | Hanneke de Boer                                       |                      |
| 2015  | Marco van der Stel                                    | Martijn Dekker                                        | Marco Akershoek                                       | Pien Keulstra                                         | Sarissa de Vries                                      | Ilona Eversdijk                                       |                      |
| 2016  | Menno Koolhaas                                        | Frank Heestermans                                     | Donald Hillebregt                                     | Danne Boterenbrood                                    | Jony Heerink                                          | Sarissa de Vries                                      |                      |
| 2017  | Jorik Van Egdom                                       | Donald Hillebregt                                     | Menno Koolhaas                                        | Sarissa de Vries                                      | Jony Heerink                                          | Marijke Dankelman                                     |                      |
| 2018  | Jorik Van Egdom                                       | Marco Akershoek                                       | Jardy van den Heuvel                                  | Jony Heerink                                          | Sarissa de Vries                                      | Marijke Dankelman                                     |                      |
| 2019  | Menno Koolhaas                                        | Youri Keulen                                          | Joey van 't Verlaat                                   | Sarissa de Vries                                      | Eva Cornelisse                                        | Jony Heerink                                          |                      |
| 2020  | Championnat annulé pour cause de pandémie de Covid-19 | Championnat annulé pour cause de pandémie de Covid-19 | Championnat annulé pour cause de pandémie de Covid-19 | Championnat annulé pour cause de pandémie de Covid-19 | Championnat annulé pour cause de pandémie de Covid-19 | Championnat annulé pour cause de pandémie de Covid-19 |                      |
| 2021  | Jorik Van Egdom                                       | Ian Pennekamp                                         | Joey van 't Verlaat                                   | Maya Kingma                                           | Sarissa de Vries                                      | Barbara de Koning                                     |                      |
| 2022  | Jorik Van Egdom                                       | Joran Driesen                                         | Victor Goené                                          | Robin Dreyling                                        | Silke de Wolde                                        | Marit van den Berg                                    |                      |
| 2023  | Youri Keulen                                          | Dorian Horsten                                        | Thomas Cremers                                        | Silke de Wolde                                        | Eva Cornelisse                                        | Maaike Vooren                                         |                      |
| 2024  | Menno Koolhaas                                        | Jorik Van Egdom                                       | Jesse Cuijpers                                        | Eva Cornelisse                                        | Babette Rosman                                        | Merel Veltman                                         |                      |